# Życie miasta średniowiecznego
Życie miasta średniowiecznego – książka autorstwa mediewisty Henryka Samsonowicza z 1970 roku, opisująca dzieje oraz ukazująca procesy kształtujące średniowieczne miasto, jak również przybliżająca czytelnikowi zależności i podziały występujące pomiędzy ich mieszkańcami. W kolejnych rozdziałach autor zajmuje się problematyką średniowiecznego budownictwa miejskiego, charakterem pracy zarobkowej czy poziomem życia mieszczan. Na końcu każdego z dziesięciu rozdziałów autor umieścił wskazówki biograficzne zawierające tytuły publikacji zajmujących się omawianym w rozdziale aspektem, związanym z funkcjonowaniem średniowiecznego miasta.
Wznowienia książki w 2006, 2012 i 2017.